# Gare de Fukuchiyama-Shimin-Byōin-Guchi
La gare de Fukuchiyama-Shimin-Byōin-Guchi (福知山市民病院口駅, Fukuchiyama-Shimin-Byōin-Guchi-eki) est une gare ferroviaire localisée dans la ville de Fukuchiyama, dans la préfecture de Kyoto, au Japon. La gare est exploitée par la compagnie Kyoto Tango Railway, sur la ligne Miyafuku .

## Disposition des quais
La gare de Fukuchiyama-Shimin-Byōin-Guchi est une gare disposant d'un quai et d'une voie
| N° de voie | Ligne          | Direction   |
| ---------- | -------------- | ----------- |
| 1          | ▆ KTR Miyafuku | Miyazu      |
| 1          | ▆ KTR Miyafuku | Fukuchiyama |

## Gares/Stations adjacentes
| Kyoto Tango Railway    |                |                |                |                       |
| Direction Miyazu       | Ligne Miyafuku | Ligne Miyafuku | Ligne Miyafuku | Direction Fukuchiyama |
| Araga-Kashinokidai F03 |                | -              |                | Fukuchiyama F01       |